# Film (cinéma)
Pour les articles homonymes, voir Film.

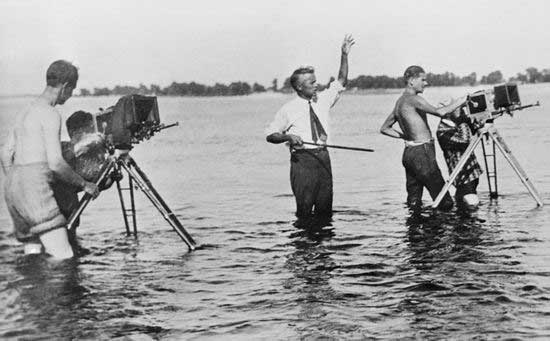
Alexandre Dovjenko dans le lit du Dniepr pendant le tournage d'Ivan (1932).

Un film est une œuvre du cinéma ou de l'audiovisuel, qu'elle soit produite ou reproduite sur support argentique ou sur tout autre support existant (vidéo, numérique). Ce terme (qui vient de l'anglais film qui signifie « couche », « voile ») est employé par métonymie, en référence à la pellicule chargée dans un magasin de caméra argentique, destinée aux prises de vues cinématographiques.

## Origine du mot
C'est l'inventeur et industriel américain Thomas Edison qui adopte dès 1893 le mot anglais pour désigner les premières œuvres du cinéma que son assistant, William Kennedy Laurie Dickson, le premier réalisateur de l'Histoire du cinéma, tourne à l'aide de la caméra Kinétographe. « Kinétographe (en grec, écriture du mouvement) : caméra de l'Américain Thomas Edison, brevetée le 24 août 1891, employant du film perforé 35 mm et un système d'avance intermittente de la pellicule par « roue à rochet ». »
Après développement, les films sont ensuite présentés individuellement aux spectateurs grâce au kinétoscope. « The cinema, as we know it today, began with the invention of the Kinetograph and Kinetoscope. These two instruments represent the first practical method of cinematography. » (« Le cinéma, tel que nous le connaissons de nos jours, commença avec l’invention du kinétographe et du kinétoscope. Ces deux instruments constituent la première méthode efficiente de prise de vues cinématographique. »). « Les bandes tournées par Dickson sont à proprement parler les premiers films »
La paternité du mot film, attribuée à Edison, est confirmée par William K.L. Dickson, malgré son désaccord et sa brouille avec son ancien employeur au sujet de la projection sur grand écran dont il entrevoyait la nécessité, avant les premières projections des frères Lumière en 1895. Le format 35 mm, avec ses 8 perforations rectangulaires caractéristiques, est mis au point par les deux hommes aidés par William Heise dès 1893. « Edison fit accomplir au cinéma une étape décisive, en créant le film moderne de 35 mm, à quatre paires de perforations par image. »
Les frères Lumière désigneront par « vues photographiques animées » les films de Louis Lumière sur bande argentique perforée à raison d'une seule perforation ronde de chaque côté des photogrammes, format qui sera vite obsolète et abandonné. Georges Méliès appellera les siens des « tableaux », comme au music-hall qui était sa principale référence.

## Déclinaisons du mot
On parle de :
- Film d'amour ;
- Film musical ;
- Film d'opéra ;
- Film de danse ;
- Film d'animation ;
- Film documentaire ;
- Film comique ;
- Film de bidasses ;
- Film à sketches ;
- Film de procès ;
- Film noir ;
- Film de gangsters ;
- Film d'espionnage ;
- Film d'action ;
- Film de guerre ;
- Film de Partisans ;
- Film d'aventures ;
- Film de casse ;
- Film à énigme ;
- Film de science-fiction ;
- Film de super-héros ;
- Film d'horreur ;
- Film de zombies ;
- Film érotique ;
- Film pornographique ;
- Film de redneck.

Un film culte est un film adulé dès son apparition sur le marché, ou après son exploitation, voire quelques décennies plus tard, par une partie du public, qui estime que cette œuvre mérite une place exceptionnellement importante dans l’histoire du cinéma, et cela parfois en opposition avec sa réception par la critique de cinéma ou les résultats de son box-office.
Un téléfilm peut développer à peu près les mêmes thèmes que les films de cinéma, mais sa production le destine au départ pour une exploitation sur les réseaux de télévision, publics ou privés. Sous forme de séries, les téléfilms ont apporté un nouveau souffle à la création scénaristique.
Une filmographie est la liste des films qui concernent un artiste (réalisateur, scénariste, technicien, comédien) ou un personnage de fiction.
Un film de poche est un film tourné, monté et le plus souvent diffusé à partir d’un téléphone mobile.

## Cinéma numérique
En 2000, la première projection publique de cinéma numérique d'Europe, réalisée par Philippe Binant, abandonne le film 35 mm. L'année suivante, le tournage de Vidocq en numérique, par Pitof, conduit à l'abandon du film négatif 35 mm. Avec la disparition du 35 mm, le cinéma numérique permet la diffusion des films sur les plateformes numériques : Netflix, Amazon Prime Video, Groupe Canal+, OCS Go.

## Le rôle du film dans la culture

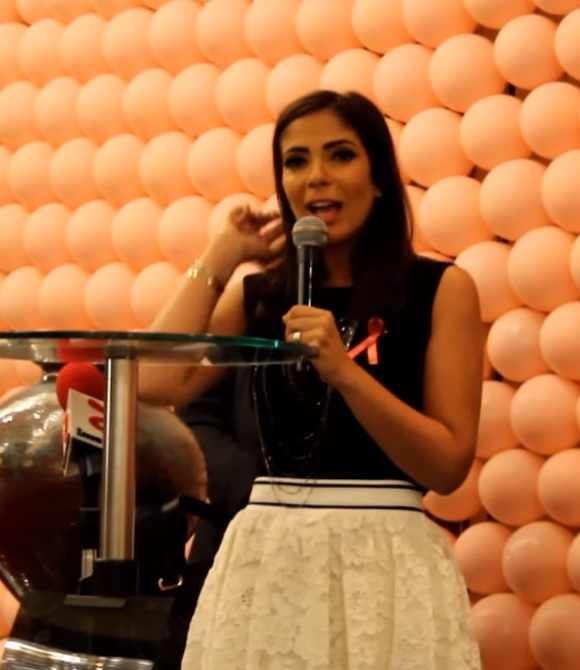
Mona Zaki, star du cinéma égyptien, ses films ont influencé à la fois la culture égyptienne et la culture africaine,

Le film est utilisé dans un éventail d'objectifs, y compris l'éducation et la propagande en raison de sa capacité à dialoguer efficacement entre les cultures. Lorsque l'objectif est principalement éducatif, un film est appelé un "film éducatif". Le film peut être de la propagande, en totalité ou en partie, comme les films réalisés par Leni Riefenstahl en Allemagne nazie, les bandes-annonces de films de guerre américains pendant la Seconde Guerre mondiale, ou les films artistiques réalisés sous Staline par Sergei Eisenstein. Ils peuvent également être des œuvres de protestation politique,, comme dans les films d'Andrzej Wajda, ou plus subtilement, les films d'Andreï Tarkovski. Le même film peut être considéré comme éducatif par certains et comme de la propagande par d'autres, car la catégorisation d'un film peut être subjective.